# Beninische Davis-Cup-Mannschaft
Die beninische Davis-Cup-Mannschaft ist die Herren-Tennisnationalmannschaft Benins. 

## Geschichte
Erstmals nahm Benin 1963 am Davis Cup teil, kam dabei aber nie über die Europa/Afrika-Gruppenzone III hinaus. Erfolgreichster Spieler ist Alphonse Gandonou mit 23 Siegen bei 44 Teilnahmen. Er ist damit auch gleichzeitig Rekordspieler seines Landes.